# Leopold Jurca
Leopold Jurca, slovenski rimskokatoliški duhovnik in narodni delavec, * 4. april 1905, Branik, † 22. februar 1988, Koper.

## Življenjepis
Jurca je študiral teologijo v Gorici. Po posvečenju v duhovnika je bil od leta 1929 do 1945 upravnik v raznih župnijah v hrvaški in slovenski Istri; tu je doživljal stiske fašističnega preganjanja, ki jih je opisal v knjigi Moja leta v Istri pod fašizmom (COBISS). Od leta 1945 do 1950 je bil ravnatelj Malega semenišča v Pazinu, nato župnik in prošt, najprej v Pazinu (1950–1962), nato v Kopru; kjer je bil od leta 1964 do 1984 generalni vikar in škofijski svetovalec.
Jurca se je odlikoval v boju za narodne pravice hrvaškega in slovenskega naroda v Istri ter za osvoboditev in priključitev Istre k Jugoslaviji. Od 1979 je bil član sveta republike SR Slovenije.